# Mike Easley
Michael Francis "Mike" Easley, född 23 mars 1950 i Rocky Mount, North Carolina, USA, är en amerikansk demokratisk politiker. Han var North Carolinas guvernör 2001-2009.

## Biografi
Easley studerade statskunskap vid University of North Carolina at Chapel Hill. 1976 avlade han juristexamen, J.D., vid North Carolina Central University.
I 2000 års guvernörsval besegrade Easley republikanen Richard Vinroot. Easley är katolik. Före honom fanns det bara en katolsk guvernör i delstaten North Carolinas historia, nämligen Thomas Burke åren 1781-1782. 2004 omvaldes Easley trots republikanernas starka medvind i president- och senatsvalen det året.